# Cone Tseax
O Cone Tseax é um jovem cone de escória, localizado a leste do riacho Crater que corre desde o lago Melita, a sudeste de Gitlakdamix e 60 km (37 milhas) ao norte de Terrace, Colúmbia Britânica, Canadá.

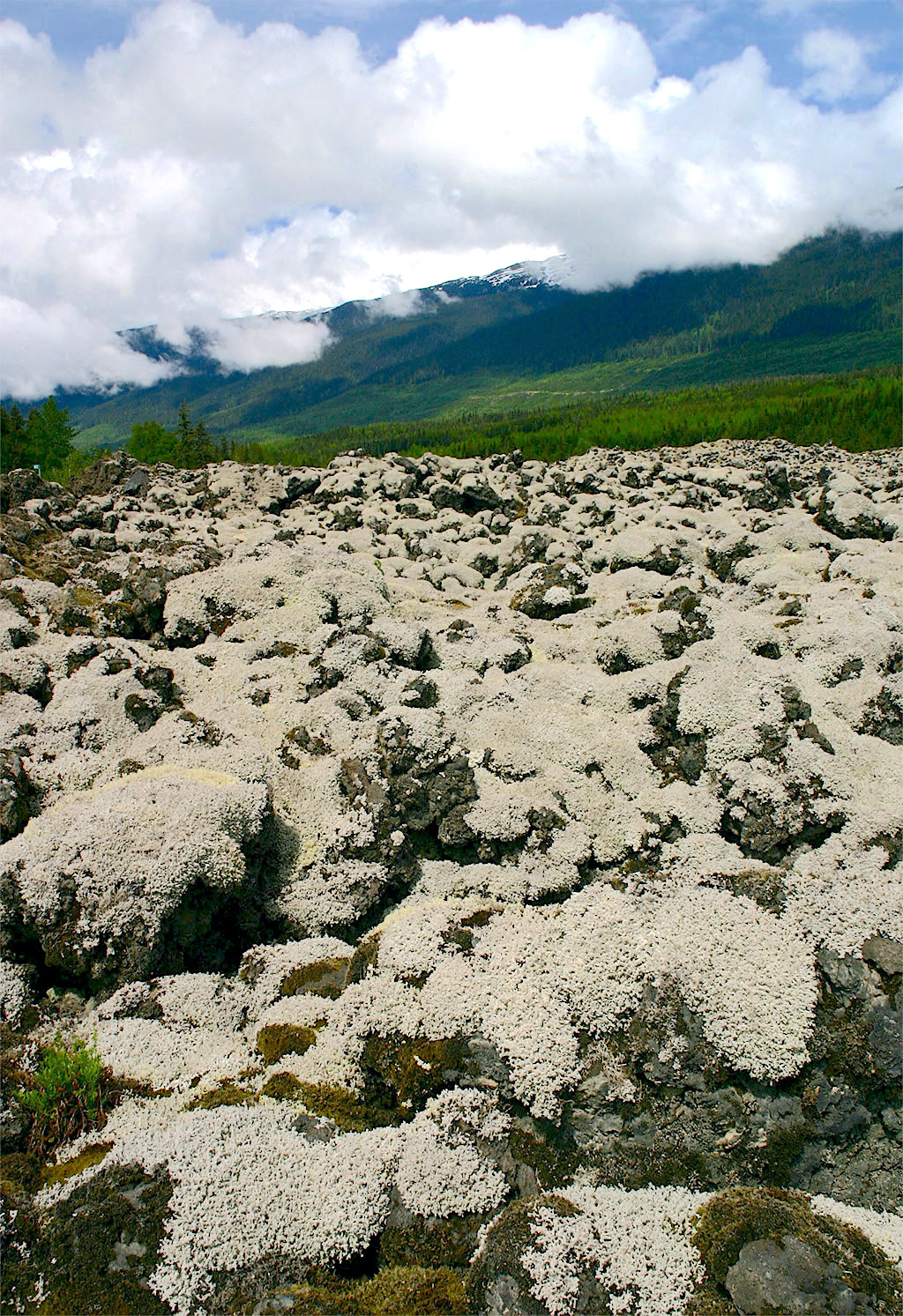